# Krause Music Store
Il Krause Music Store è un edificio costruito nel 1922 su progetto di Louis Sullivan e dichiarato monumento storico nazionale. È l'ultimo dei 126 edifici progettati da Sullivan.

## Storia
William P. Krause ingaggiò l'architetto William Presto per progettare un negozio di musica con un appartamento sopra. Presto a sua volta commissionò a Sullivan di progettare la facciata. L'edificio fu completato nel 1922.
Fu registrato come punto di riferimento di Chicago dalla città di Chicago nel 1977.
Da circa il 1929, dopo la chiusura del negozio di musica da parte di Krause, fu affittato e gestito come una casa funeraria.
Nel 2006, l'edificio fu acquistato da Studio V Design, che fece restaurare la facciata e ristrutturare l'interno.

## Struttura
Con le sue forme curvilinee simili a piante e l'intricato inquadramento della finestra panoramica, la facciata di questo edificio è una conseguenza della fede di Sullivan nell'architettura organica. Fu commissionato nel 1921 da William P. Krause per servire il duplice scopo di residenza e negozio di musica, a un costo totale di $22.000. Krause scelse il suo vicino, l'architetto William Presto, per progettare l'edificio (anni prima, Presto aveva lavorato come disegnatore per Louis Sullivan). Sullivan fu chiesto dal suo ex dipendente di progettare quella che sarebbe diventata la facciata in terra cotta verde dell'edificio. Sullivan, in cattive condizioni di salute, vivendo in una stanza in affitto e insolvente, accettò l'offerta. Mostrando la sua esperienza con la terra cotta, Sullivan progettò l'ornamentazione dell'intera facciata con forme geometriche e curvilinee della natura. Il materiale per la facciata fu fornito dalla American Terra Cotta Company per $3.770.
L'edificio fu completato nel 1922. Il negozio aprì per vendere pianoforti e spartiti e fu un rivenditore pionieristico per l'introduzione della radio. Con l'inizio della Grande Depressione, William Krause si suicidò nell'appartamento di famiglia al secondo piano.
Sua vedova affittò e alla fine vendette l'edificio a un'agenzia funebre. Durante i successivi 60 anni, l'edificio funzionò come una casa funeraria, subendo molte modifiche. La facciata in terra cotta fu lavata con l'acido, il che alla fine danneggiò e alleggerì il suo colore. Il seminterrato fu convertito in uno spazio di lavoro per imbalsamare i morti.
Il 20 settembre 1977, la città di Chicago riconobbe il significato storico dell'edificio e designò la facciata come un punto di riferimento di Chicago. Tredici anni dopo, Scott Elliott aprì le Klemscott Galleries e restaurò il fronte dell'edificio. All'inizio del nuovo secolo, un negozio di souvenir chiamato The Museum of Decorative Arts occupava lo spazio.
Nel maggio 2005, l'edificio fu acquistato da Pooja e Peter Vukosavich, che restaurarono meticolosamente la storica facciata di Sullivan e completarono una moderna ristrutturazione del piano principale per i loro uffici aziendali, Studio V Design - un'agenzia di marketing e comunicazione. La ristrutturazione ha vinto diversi premi (tra cui il premio Driehaus Foundation e il premio AIA). Nel 2006, grazie agli sforzi di Peter e Pooja Vukosavich, l'edificio fu inserito nel Registro Nazionale dei Luoghi Storici.

## Galleria d'immagini

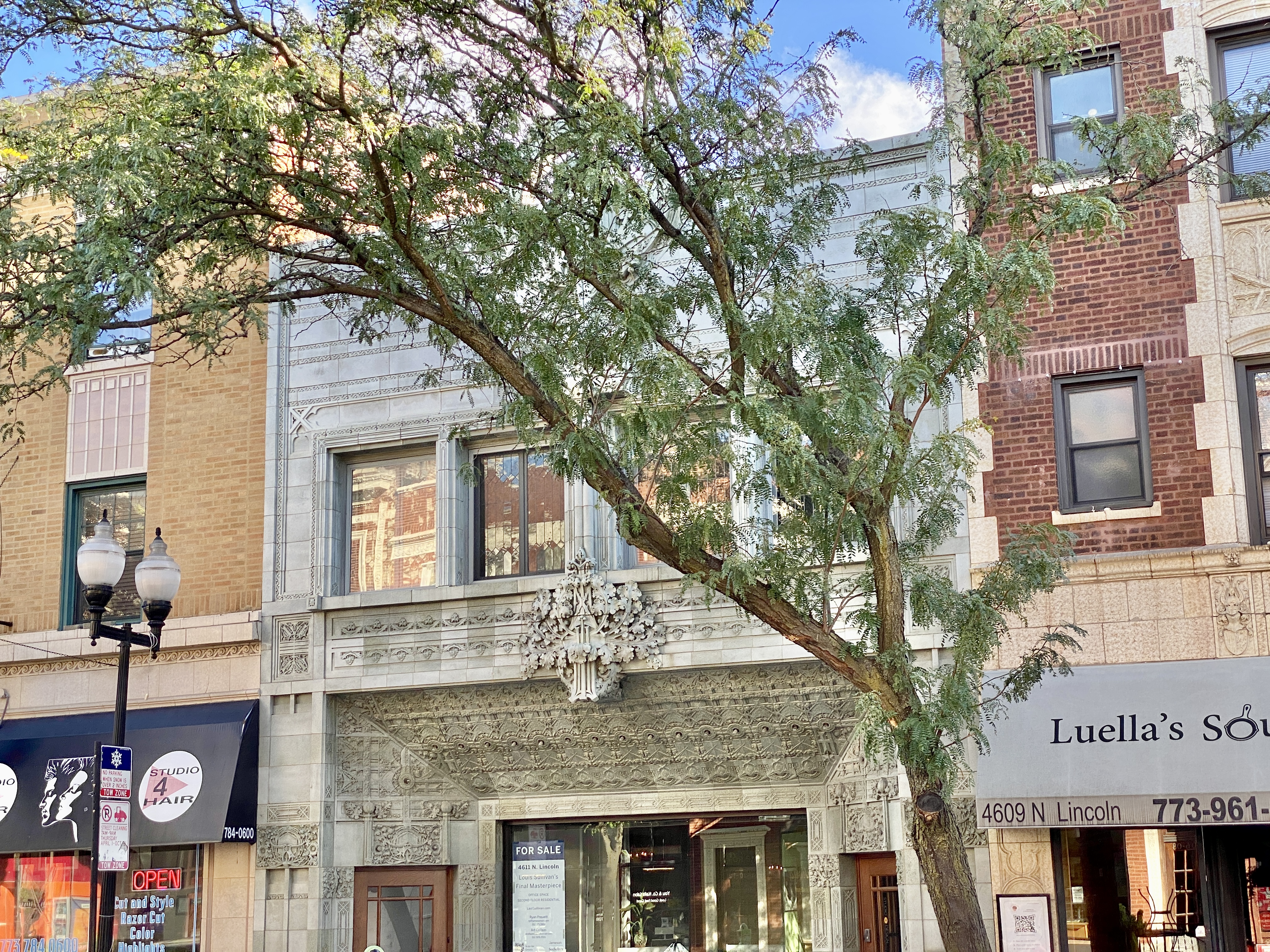
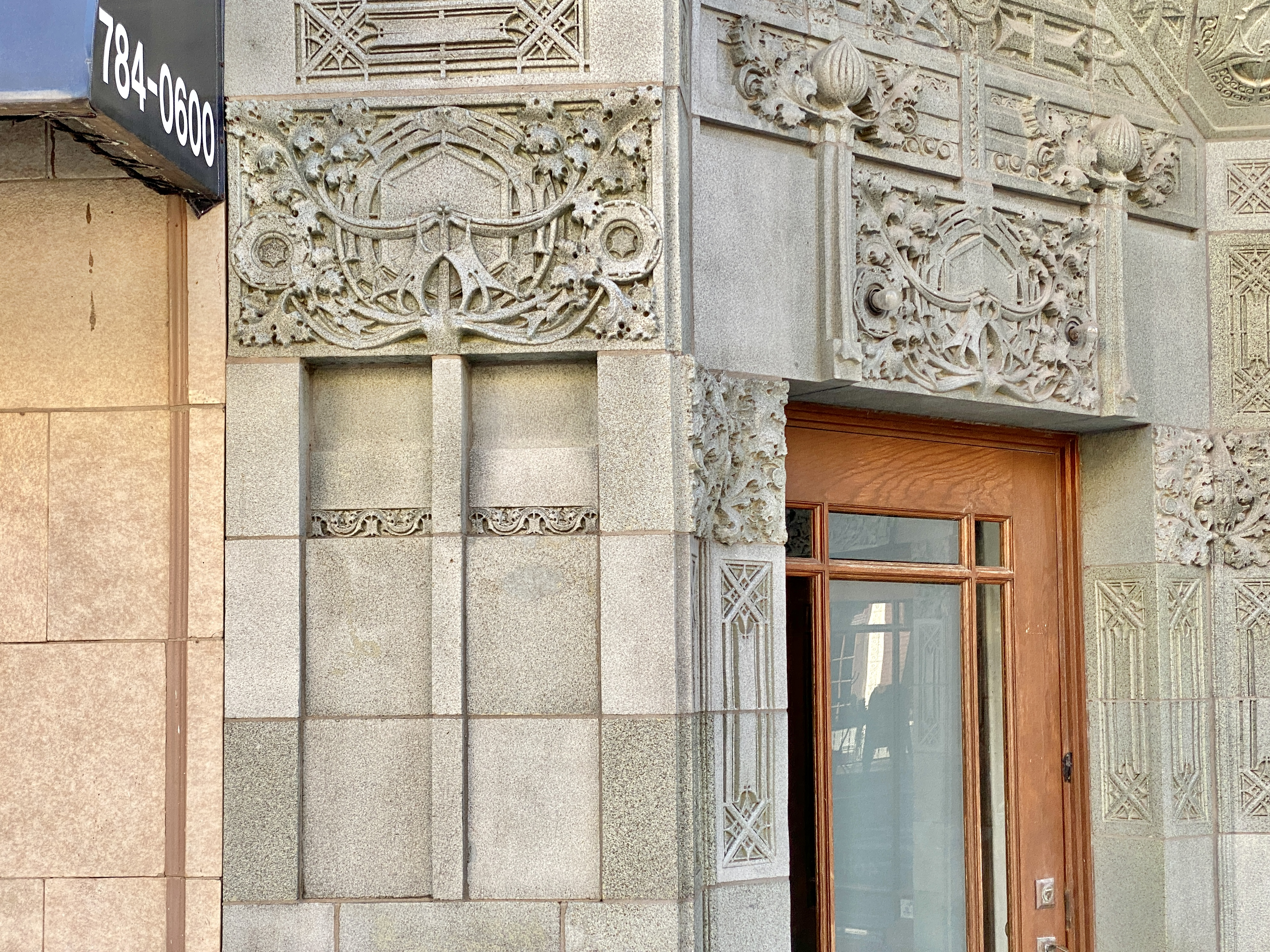
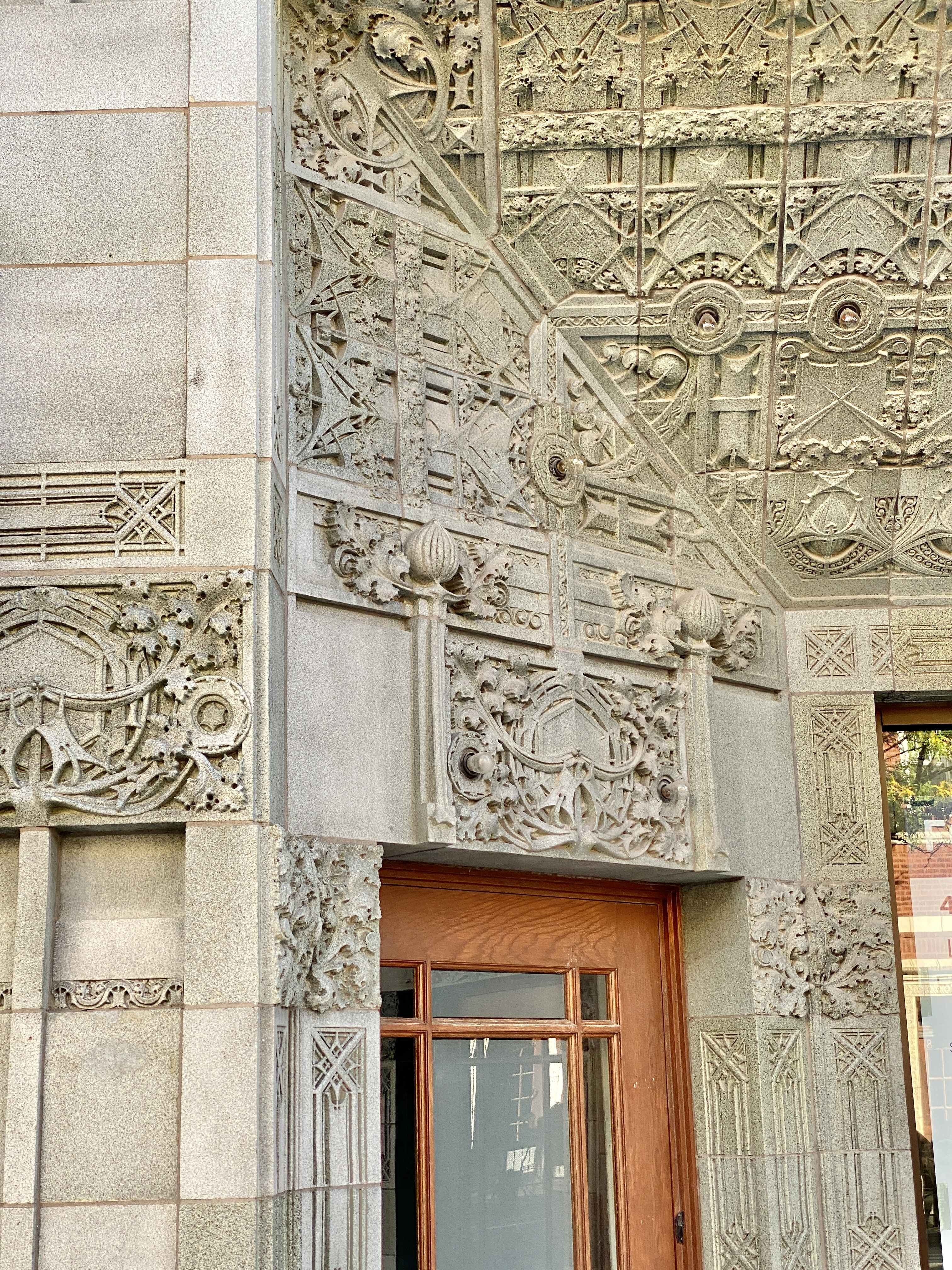
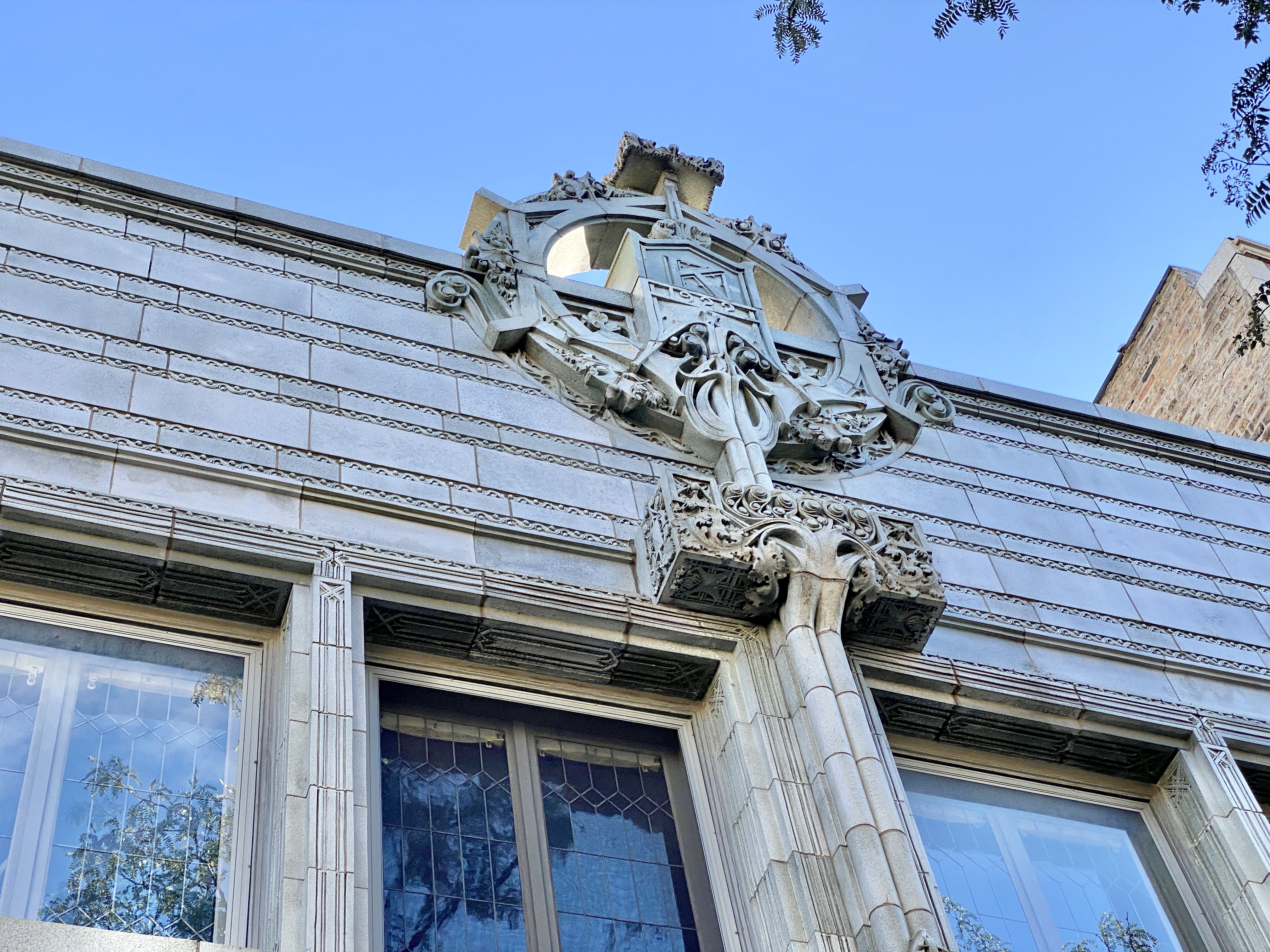
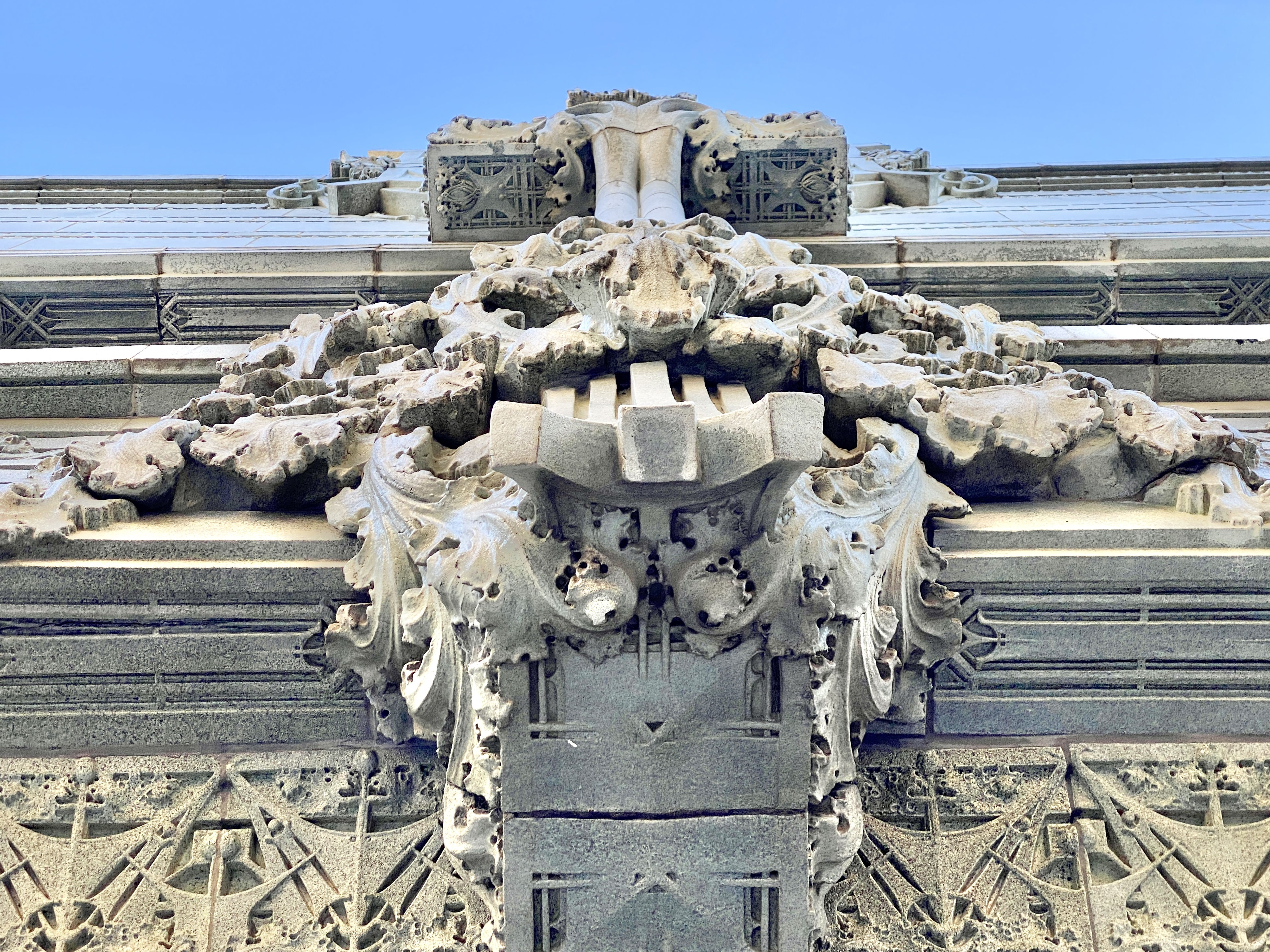
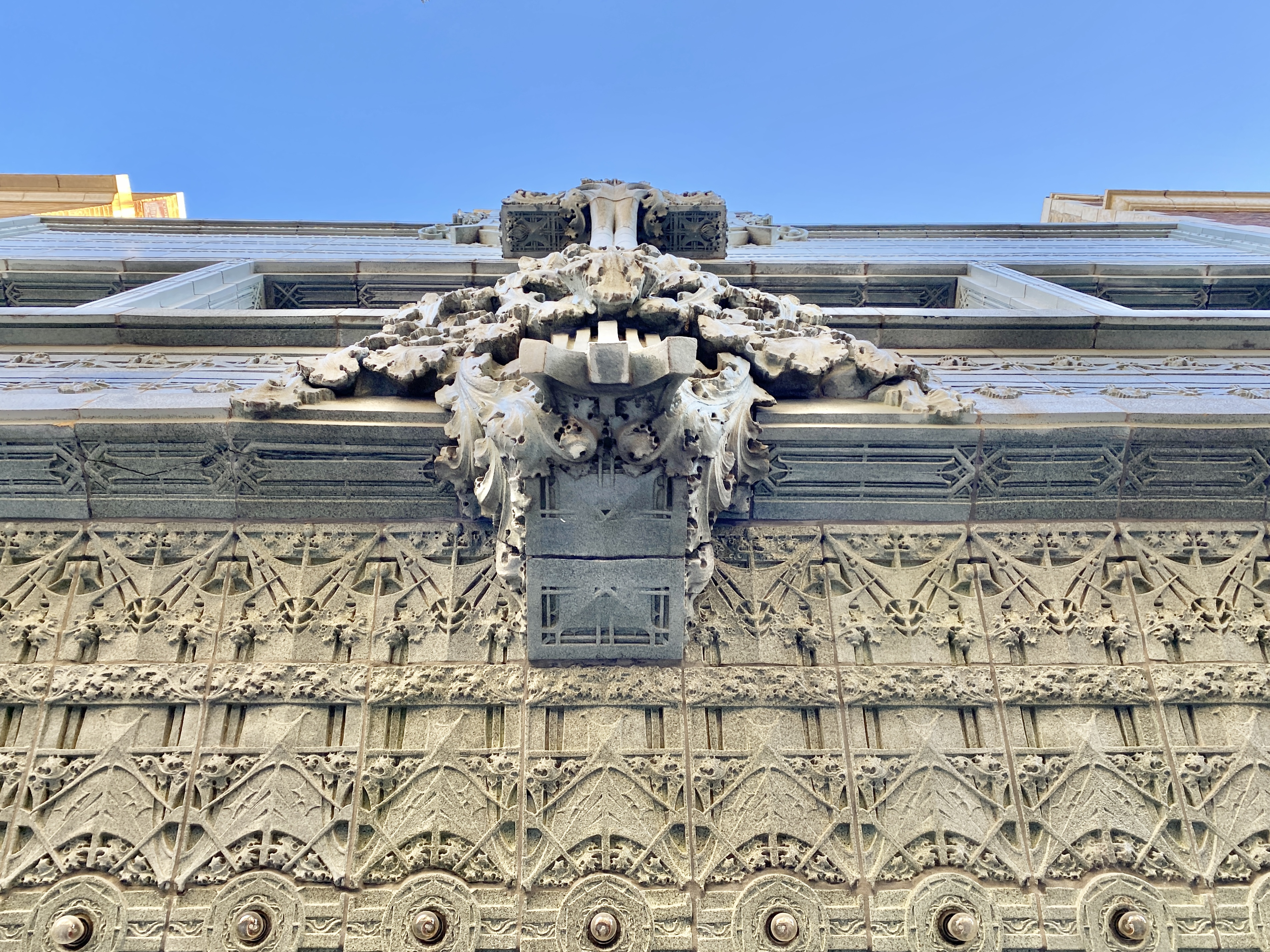
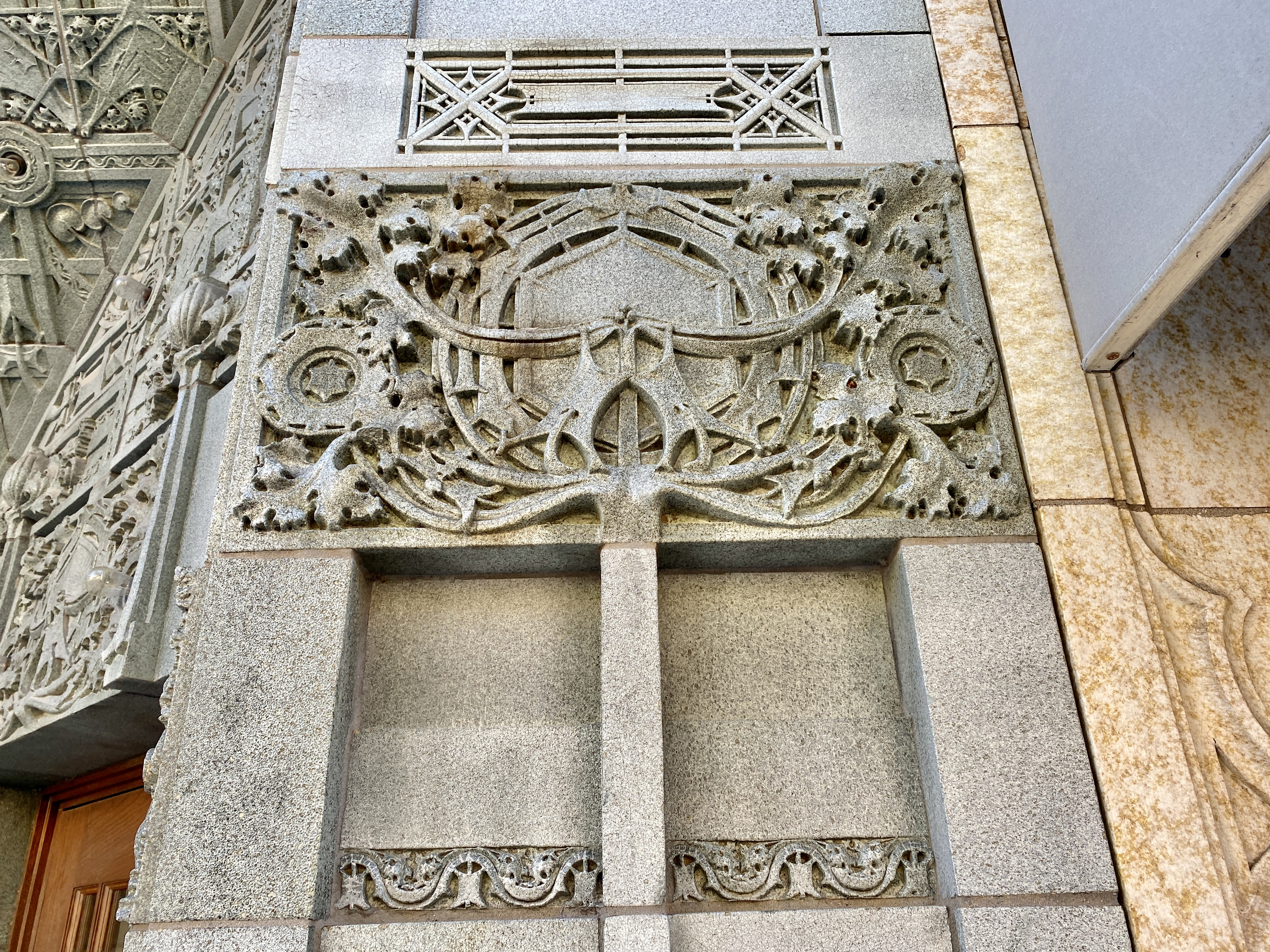
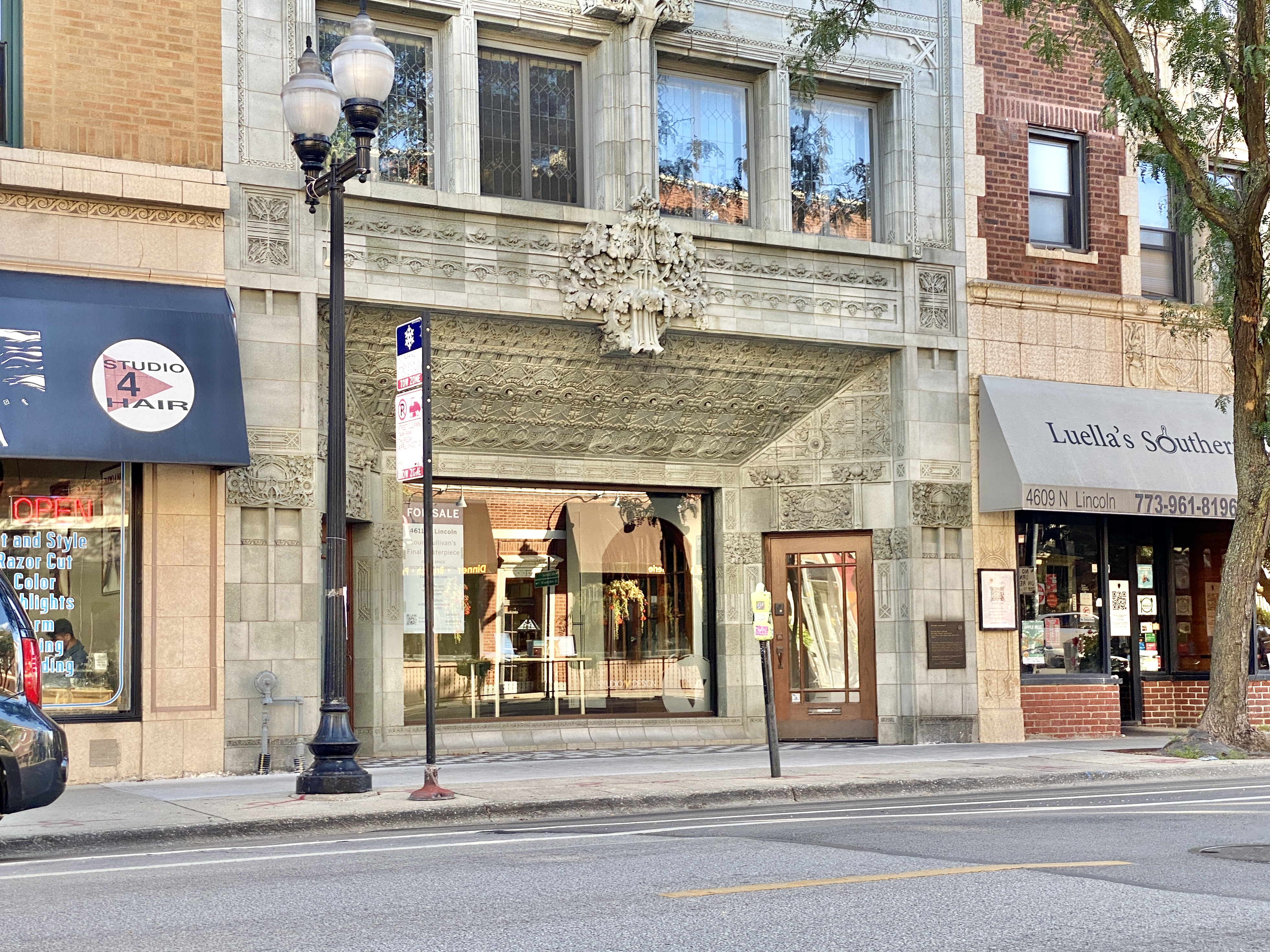
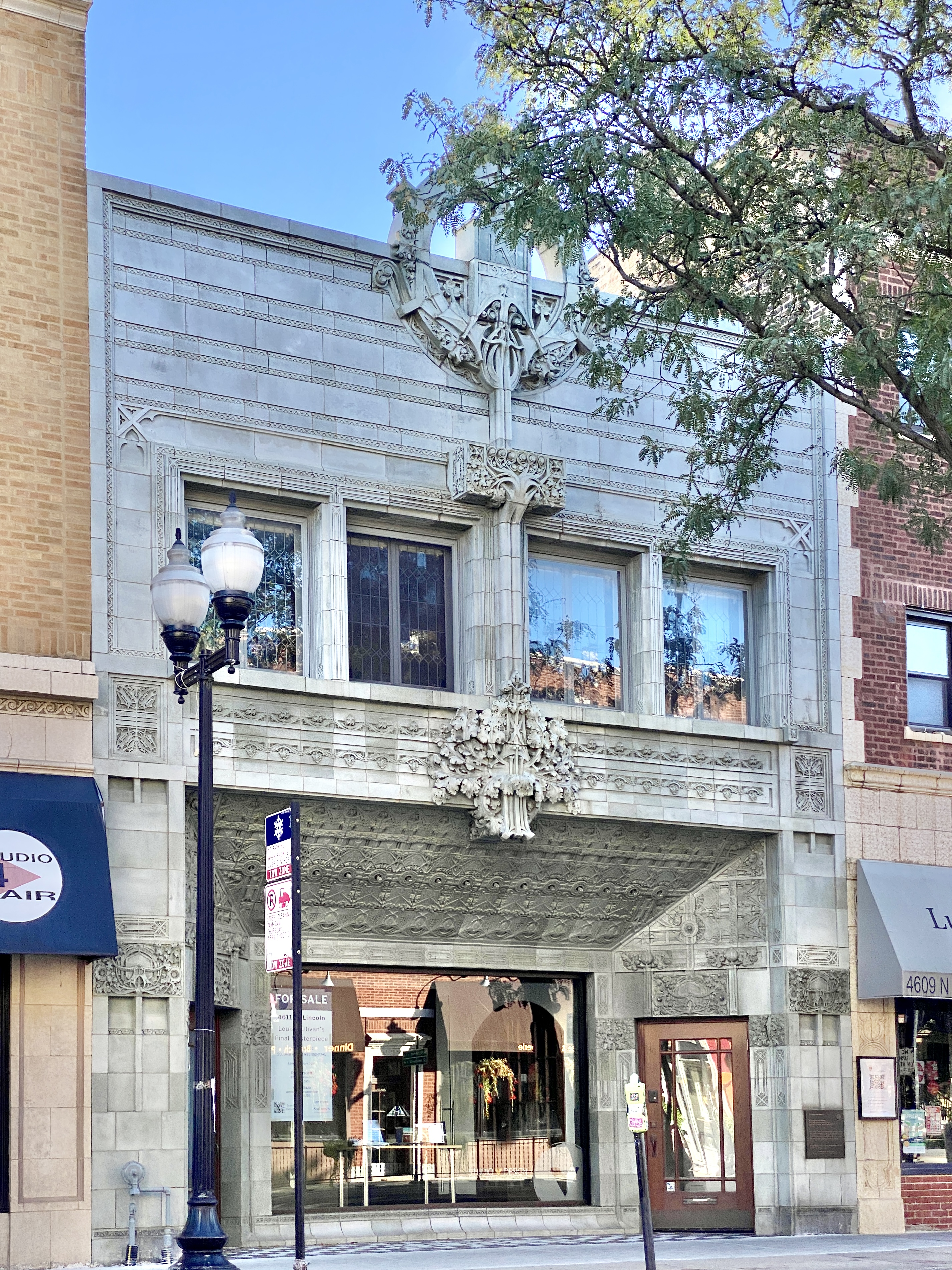
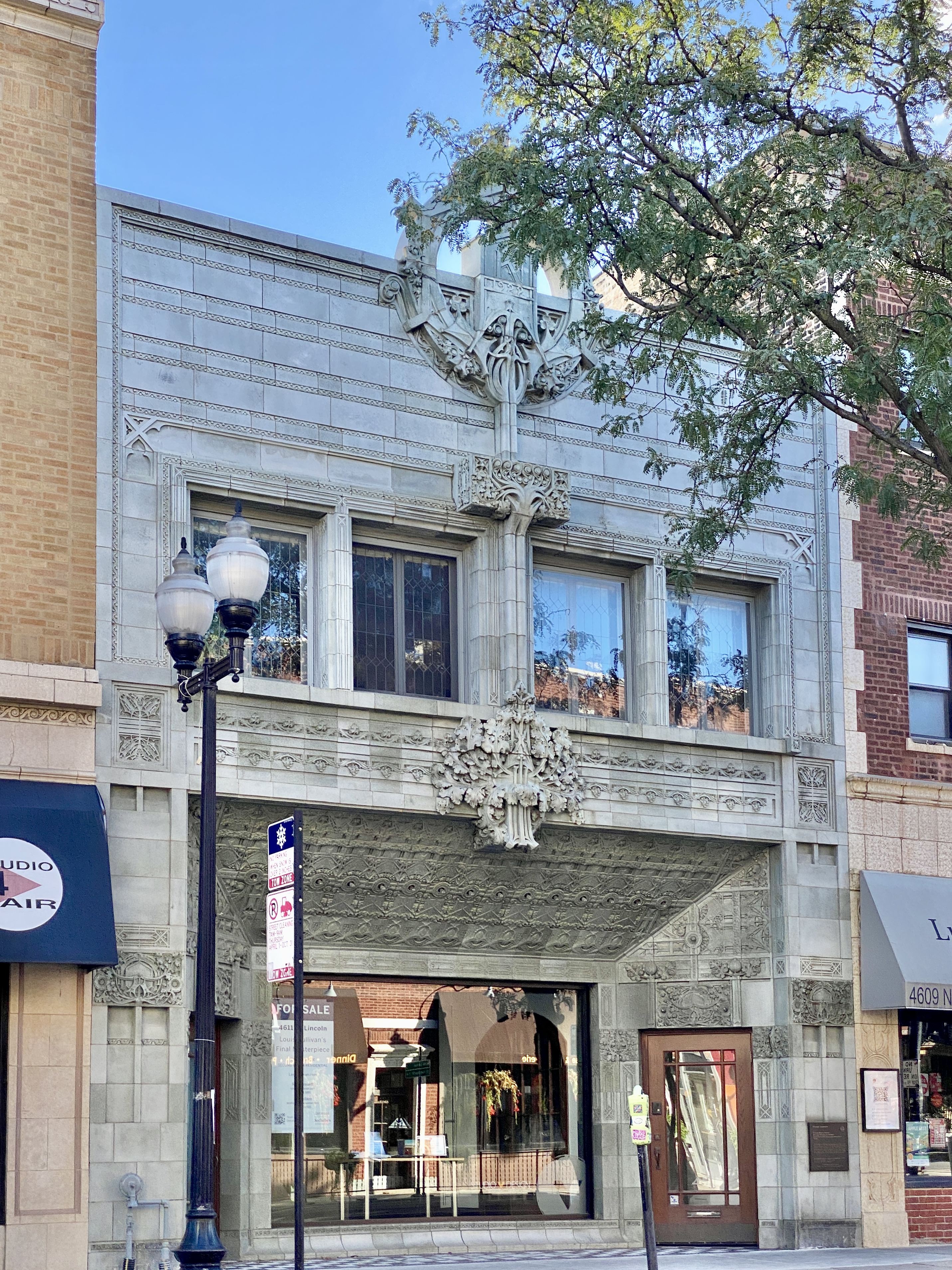
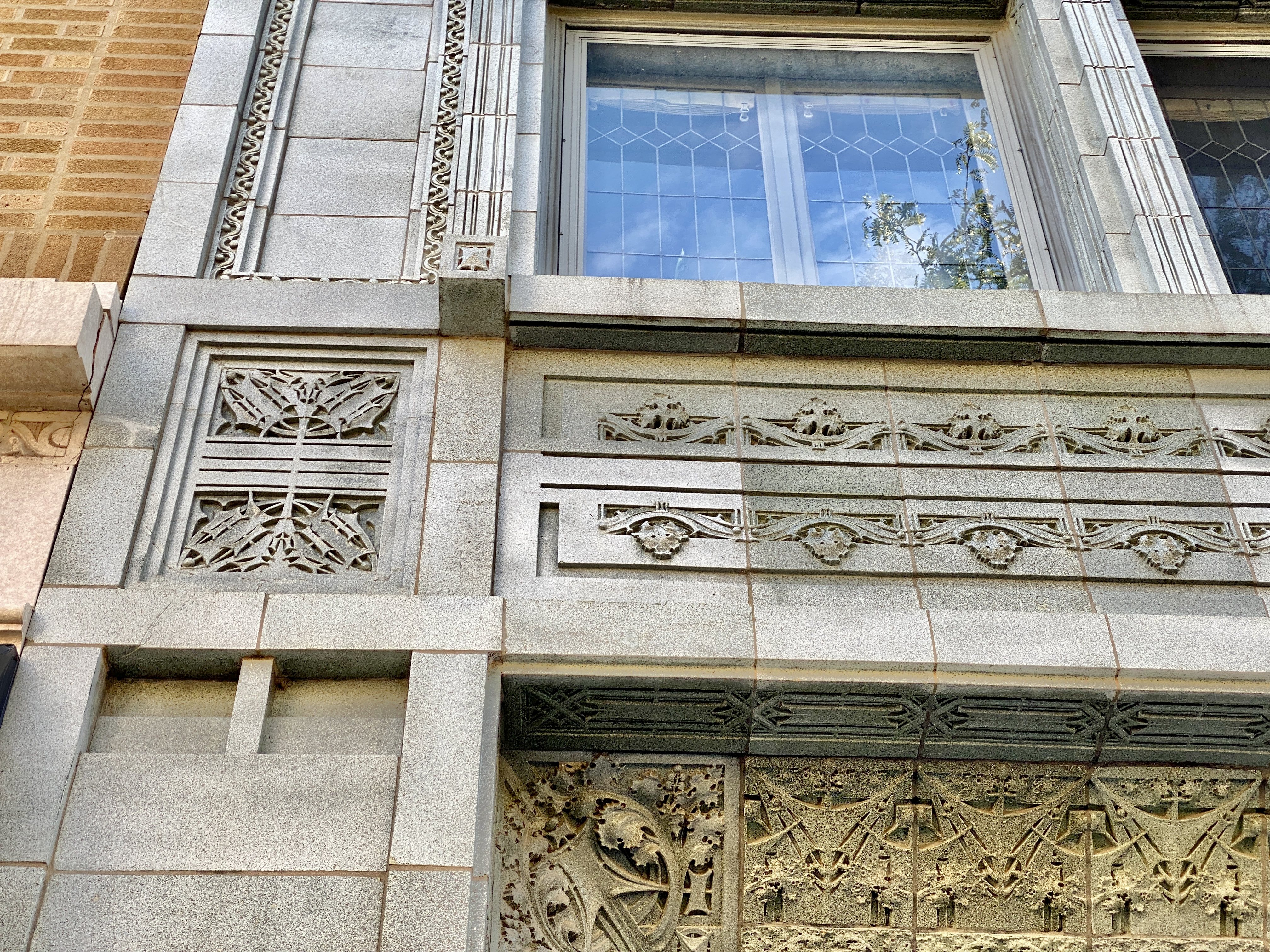
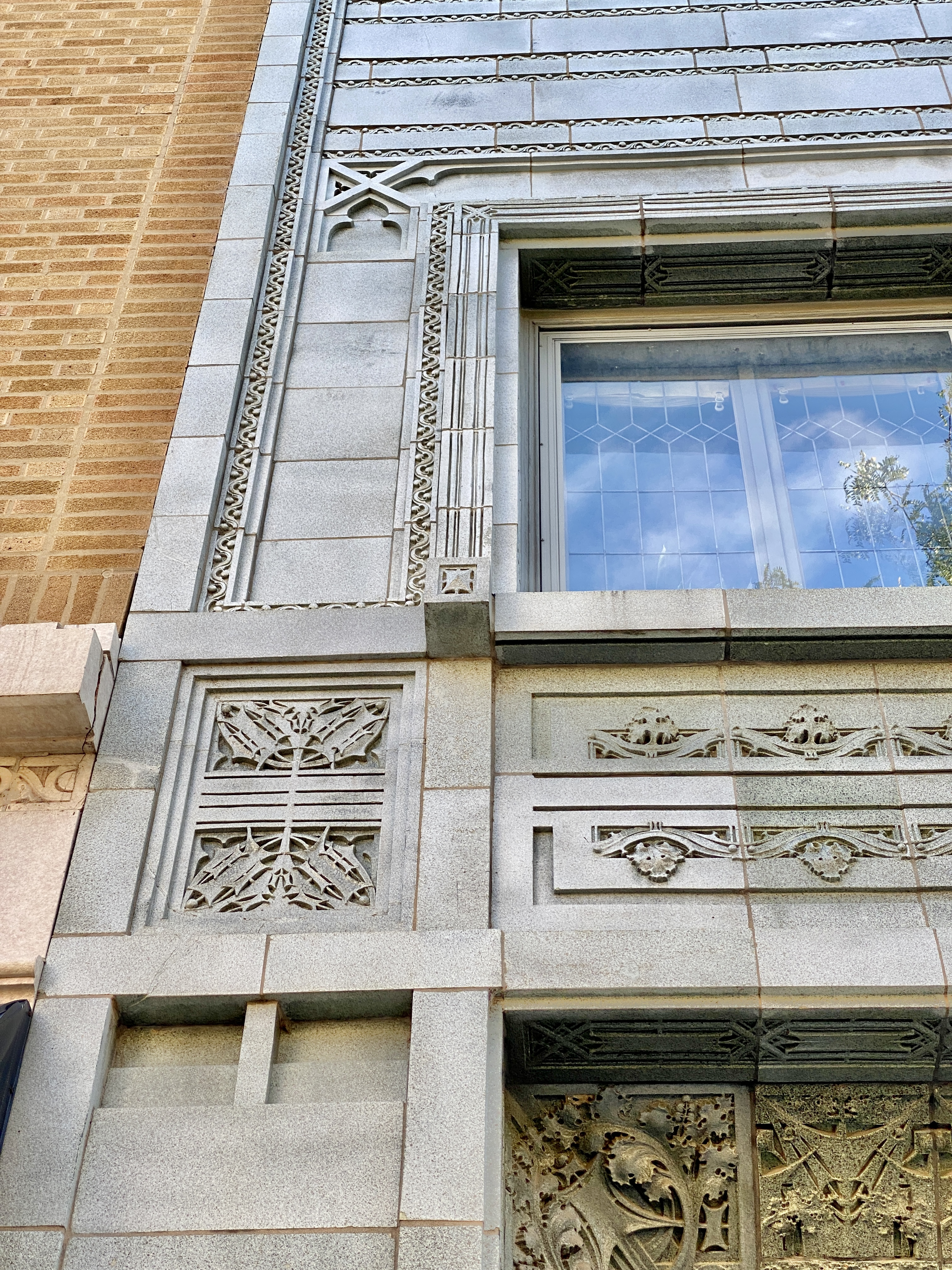
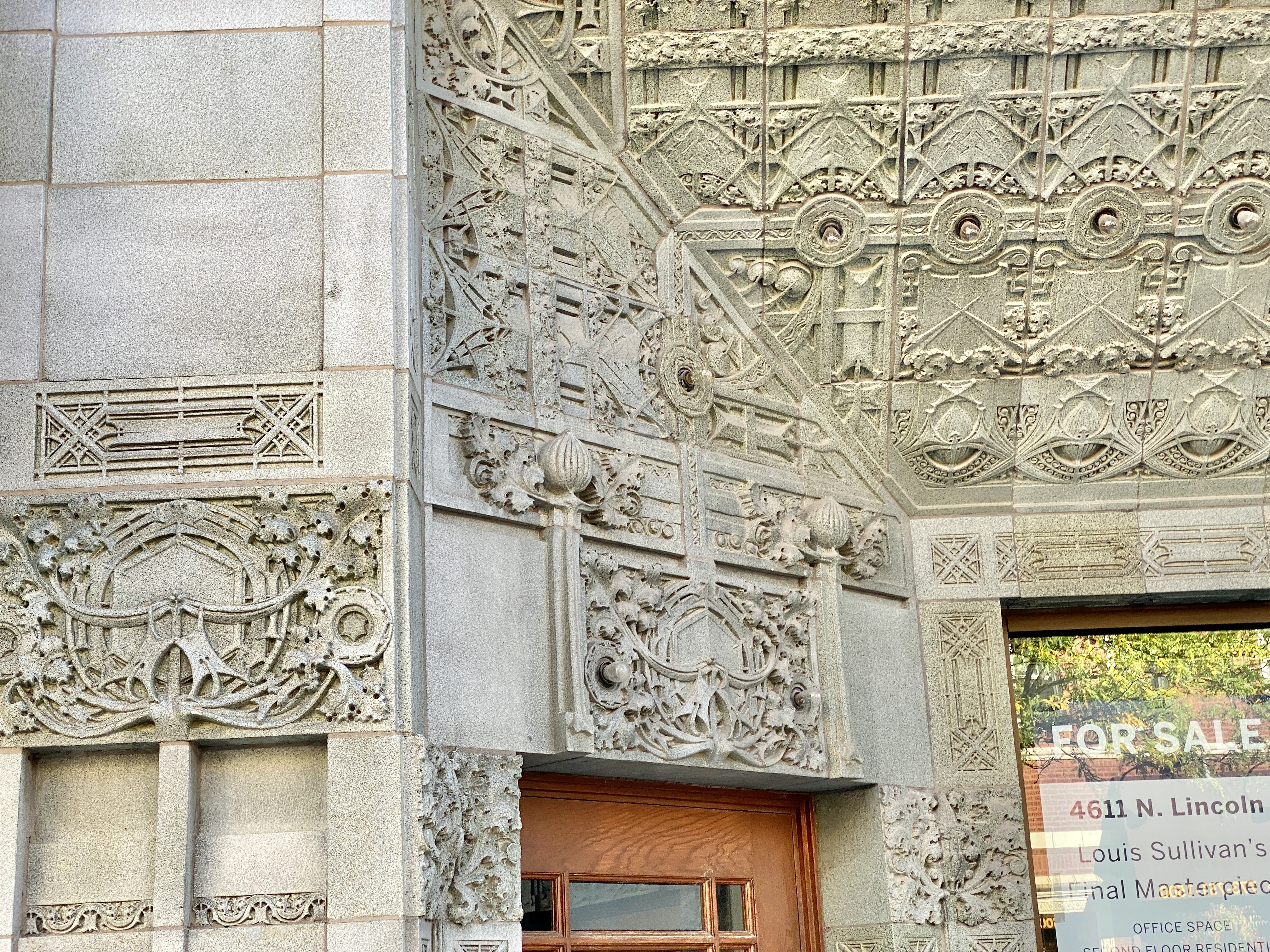
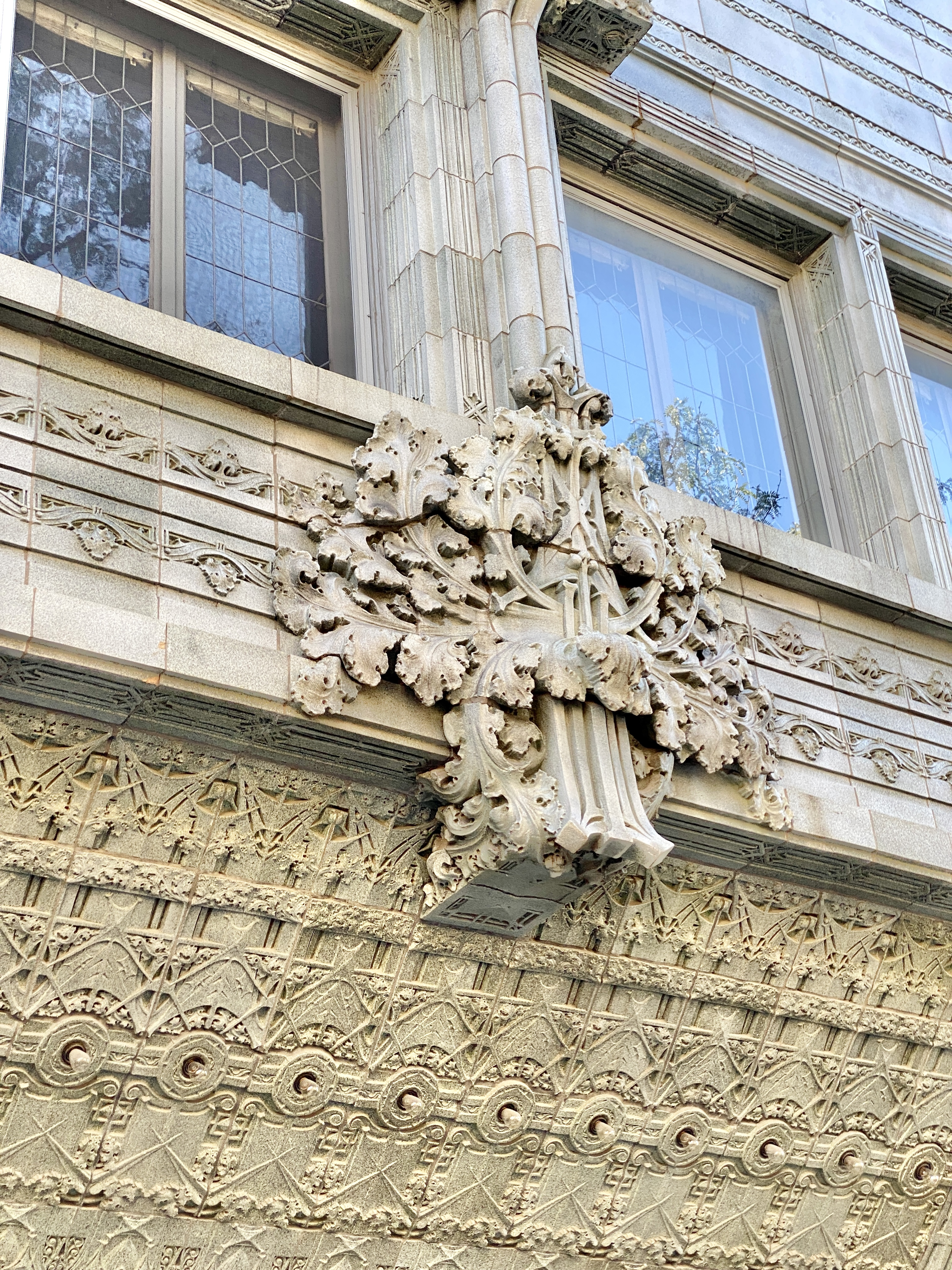